# Antti Reini
Antti Reini, född 27 augusti 1964 i Helsingfors, är en finländsk skådespelare.

## Biografi
Reini fick sitt genombrott som skådespelare i Jan Troell-filmen Il Capitano. Han hade dessförinnan ingen större skådespelarerfarenhet men har sedan dess medverkat i många svenska och finska film- och TV-produktioner. Han har ofta spelat obehagliga karaktärer, till exempel som gangster i Hammarkullen eller Vi ses i Kaliningrad (1997), våldsam psykopat i Höök (2007) eller jobbig expojkvän i Järnets änglar (2007). Men även egensinniga personer som städchefen i serien Stora teatern. Från 2011 har han i några finska filmatiseringar av Reijo Mäkis romaner spelat den alkoholiserade Jussi Vares, en person som löser problem på båda sidor av lagen.

## Filmografi (i urval)
- 1991 – Il Capitano
- 1996 – När Finbar försvann
- 1997 – Hammarkullen eller Vi ses i Kaliningrad (TV-serie)
- 1997 – Svenska hjältar
- 2001 – Så vit som en snö
- 2002 – Olivia Twist (TV-serie)
- 2002 – Stora teatern (TV-serie)
- 2003 – Tusenbröder II (TV-serie)
- 2003 – Operation Stella Polaris (TV-serie)
- 2004 – Hotet
- 2006 – Möbelhandlarens dotter (TV-serie)
- 2007 – Höök (TV-serie)
- 2007 – Solstorm
- 2007 – Järnets änglar
- 2008 – Maria Larssons eviga ögonblick
- 2008 – Patrik 1,5
- 2009 – Engelen
- 2011 – Wallander – Skytten
- 2011 – Irene Huss – I skydd av skuggorna
- 2011 – Gränsen
- 2011 – Johan Falk: Barninfiltratören
- 2013 – En pilgrims död (TV-serie)
- 2015 – Beck – Familjen
- 2017 – Rebecka Martinsson (TV-serie)
- 2017 – Farang (TV-serie)
- 2017 – Festival (TV-serie)
- 2018 – Karppi (TV-serie)
- 2018 – Liberty (TV-serie)
- 2018 – Layers of Lies (TV-serie)
- 2019 – Angels of the Dark MC (TV-serie)
- 2019 – Innan vi dör (TV-serie)
- 2020 – Cold Courage (TV-serie)
- 2023 – The Reindeer Mafia (TV-serie)

## Teater

### Roller (ej komplett)
| År   | Roll                | Produktion            | Regi           | Teater                |
| ---- | ------------------- | --------------------- | -------------- | --------------------- |
| 2006 |                     | Woyzeck Georg Büchner | Stefan Metz    | Göteborgs Stadsteater |
| 2008 | Fredrik Jonsson Lök | Tjuven Göran Tunström | Linus Tunström | Uppsala stadsteater   |